# British Independent Film Awards 2013
Die 16. Verleihung der British Independent Film Awards (BIFA) fand am 8. Dezember 2013 im Old Billingsgate in London statt.

## Jury
- Penny Woolcock (Jury Vorsitzende)
- MyAnna Buring
- Antonia Campbell-Hughes
- Ate de Jong
- Sally El Hosaini
- James Floyd
- Roland Gift
- Steve Hamilton Shaw
- Pippa Harris
- Bart Layton
- Art Malik
- Liza Marshall
- Jill McCullough
- Natascha McElhone
- Sandy Powell
- Julien Temple

## Nominierungen und Preise
| Preis                                | Originalbezeichnung                                          | Nominierungen | Preisträger                                 |
| ------------------------------------ | ------------------------------------------------------------ | --- | ------------------------------------------- |
| Bester britischer Independentfilm    | Best British Independent Film                                | - Starred Up - Le Week-end - Metro Manila - Philomena - The Selfish Giant | Metro Manila                                |
| Bester ausländischer Independentfilm | Best Foreign Independent Film                                | - The Great Beauty - Frances Ha - Blue Is the Warmest Colour (orig. "La vie d’Adèle") - Blue Jasmine - Wadjda | Blue Is the Warmest Colour                  |
| Beste britische Dokumentation        | Best British Documentary                                     | - The Spirit of '45 - Pussy Riot - A Punk Prayer - The Stone Roses: Made of Stone - The Great Hip Hop Hoax - The Moo Man                                                                                           | Pussy Riot - A Punk Prayer                  |
| Bester britischer Kurzfilm           | Best British Short Film                                      | - Dylan's Room - Z1 - L'Assenza - Jonah - Dr. Easy | Z1                                          |
| Bester Schauspieler                  | Best Performance by an Actor in a British Independent Film   | - Jim Broadbent für Le Week-end - Steve Coogan für Philomena - Tom Hardy für Locke - Jack O’Connell für Starred Up - James McAvoy für Filth                                                                        | James McAvoy für Filth                      |
| Beste Schauspielerin                 | Best Performance by an Actress in a British Independent Film | - Judi Dench für Philomena - Lindsay Duncan für Le Week-end - Scarlett Johansson für Under the Skin - Felicity Jones für The Invisible Woman - Saoirse Ronan für How I Live Now                                    | Lindsay Duncan für Le Week-end              |
| Bester Nebendarsteller               | Best Supporting Actor in a British Independent Film          | - John Arcilla für Metro Manila - Rupert Friend für Starred Up - Jeff Goldblum für Le Week-end - Eddie Marsan für Filth - Ben Mendelsohn für Starred Up                                                            | Ben Mendelsohn für Starred Up               |
| Beste Nebendarstellerin              | Best Supporting Actress in a British Independent Film        | - Siobhan Finneran für The Selfish Giant - Shirley Henderson für Filth - Imogen Poots für The Look of Love - Kristin Scott Thomas für The Invisible Woman - Mia Wasikowska für The Double                          | Imogen Poots für The Look of Love           |
| Bester Newcomer                      | Most Promising Newcomer                                      | - Harley Bird für How I Live Now - Conner Chapman und Shaun Thomas für The Selfish Giant - Caity Lotz für The Machine - Jake Macapagal für Metro Manila - Chloe Pirrie für Shell                                   | Chloe Pirrie für Shell                      |
| Beste Regie                          | Best Director of a British Independent Film                  | - Jon S. Baird für Filth - Clio Barnard für The Selfish Giant - Sean Ellis für Metro Manila - Jonathan Glazer für Under the Skin - David MacKenzie für Starred Up                                                  | Sean Ellis für Metro Manila                 |
| Douglas Hickox Award                 | The Douglas Hickox Award                                     | - Charlie Cattrall für Titus - Tina Gharavi für I Am Nasrine - Jeremy Lovering für In Fear - Omid Nooshin für Last Passenger - Paul Wright für For Those in Peril                                                  | Paul Wright für For Those in Peril          |
| Bestes Drehbuch                      | Best Screenplay                                              | - Jonathan Asser für Starred Up - Clio Barnard für The Selfish Giant - Steven Knight für Locke - Hanif Kureishi für Le Week-end - Steve Coogan und Jeff Pope für Philomena                                         | Steven Knight für Locke                     |
| Beste Produktion                     | Best Achievement In Production                               | - A Field In England - Filth - Metro Manila - The Selfish Giant - Starred Up | Metro Manila                                |
| Beste Technik                        | Best Technical Achievement                                   | - Shaheen Baig für Starred Up (Casting) - Johnnie Burn für Under the Skin (Sound Design) - Amy Hubbard für The Selfish Giant (Casting) - Mica Levi für Under the Skin (Musik) - Justine Wright für Locke (Schnitt) | Amy Hubbard für The Selfish Giant (Casting) |
| The Raindance Award                  | The Raindance Award                                          | - The Machine - Sleeping Dogs - Titus - Everyone's Going to Die - The Patrol | The Machine                                 |

Weitere Preise
- Richards Harris Award für Julie Walters
- Spezialpreis der Jury für Sixteen Film "Team Loach"
- The Variety Award für Paul Greengrass